# قائمة ألعاب تريارك
ألعاب تم تطويرها أو نشرها بواسطة شركة تريارك:
| الاسم                         | الأجهزة                                                | الإصدار |
| ----------------------------- | ------------------------------------------------------ | ------- |
| كول أوف ديوتي 3               | بلاي ستيشن 2, بلاي ستيشن 3, وي, إكس بوكس, إكس بوكس 360 | 2006    |
| كوانتم أوف سالس: 007          | بلاي ستيشن 3, إكس بوكس 360                             | 2008    |
| سبايدر-مان: ويب أوف شادوز     | بلاي ستيشن 3, وي, إكس بوكس 360                         | 2008    |
| كول أوف ديوتي: ورلد أت وور    | بلاي ستيشن 3, وي, ويندوز, إكس بوكس 360                 | 2008    |
| كول أوف ديوتي 4: مودرن وورفير | وي                                                     | 2009    |
| كول أوف ديوتي: بلاك أوبس      | بلاي ستيشن 3, وي, ويندوز, إكس بوكس 360                 | 2010    |
| كول أوف ديوتي: مودرن وورفير 3 | وي                                                     | 2011    |
| كول أوف ديوتي: بلاك أوبس 2    | بلاي ستيشن 3, وي يو, ويندوز, إكس بوكس 360              | 2012    |
| كول أوف ديوتي: جوستس          | وي يو                                                  | 2013    |
| كول أوف ديوتي: بلاك أوبس 3    | بلايستيشن 3 ، أكس بوكس 360 ، بلايستيشن 4 ، أكس بوكس 1  | 2015    |
| كول أوف ديوتي: بلاك أوبس 4    | بلايستيشن 4 ، أكس بوكس 1                               | 2018    |

## وصلات خارجية
- الموقع الرسمي